# Alicia Quirk
Alicia Quirk (Wagga Wagga, 28 maart 1992) is een Australisch rugbyspeler.

## Carrière
Quirk won met de ploeg van Australië tijdens de Olympische Zomerspelen 2016 de Olympische gouden medaille.

## Erelijst

### Rugby Seven
- Olympische Zomerspelen:  2016